# Lho
Lho (en népalais : ल्हो) est un comité de développement villageois du Népal situé dans le district de Gorkha. Au recensement de 2011, il comptait 711 habitants.